# Eine Reise im Jahre 1970
Eine Reise im Jahr 1970 von Hans Dominik ist eine technisch-wissenschaftliche Zukunftsgeschichte. Sie erschien 1909 anonym in der jährlich erscheinenden Buchreihe "Das Neue Universum" (Band 30) sowie in der 1980 im Heyne Verlag als Taschenbuch Nr. 3754 erschienenen Sammlung von utopischen Kurzgeschichten aus dem neuen Universum "Als der Welt Kohle und Eisen ausging".

## Inhalt
Ein deutscher Ingenieur bricht zur Feier seines hundertsten Geburtstags im Jahr 1970 in seinem Privatluftschiff von seinem Landhaus am Kilimandscharo aus zu einem Besuch der Stätte seiner Jugend in Deutschland auf. Auf dieser Reise erfährt er und damit auch der Leser, wie sich die Verkehrsverhältnisse in Europa gewandelt haben. So fliegt ein Zeppelin von tausend Meter Länge von Paris nach China und zwischen Europa und Amerika existiert ein Tunnel, durch den die Züge mit Schallgeschwindigkeit verkehren, eine Idee, die Bernhard Kellermann vier Jahre später in seinem Roman Der Tunnel ausführlich beschreibt. Auch die Kap-Kairo-Bahn in Afrika ist vollendet und elektrifiziert und wird von den Zügen mit 300 km/h befahren.

## Zur Kurzgeschichte
Diese Kurzgeschichte vermittelt einen Überblick darüber, wie man sich die Zukunft im Jahre 1909 vorstellte. Kurz vorher war mit LZ 4 der erste einigermaßen brauchbare Zeppelin entstanden und die Schnellfahrversuche mit elektrischen Triebwagen und einer Lokomotive auf der Strecke Marienfelde-Zossen mit der Weltrekordgeschwindigkeit von 210 km/h im Jahre 1903 lagen nicht lange zurück.
Der Verkehr in der Luft wird in dieser Erzählung durch riesige Zeppeline erbracht, die allerdings nicht schneller als mit 150 km/h fahren – eine richtige Einschätzung der Möglichkeiten der Luftschiffe durch Hans Dominik. Er schreibt: "Der Motorballon ist gewöhnlich geworden wie vor sechzig Jahren das Automobil". Flugzeuge, genannt Motordrachenflieger, werden nur vom Militär und der Polizei benutzt. Im gleichen Band des "Neuen Universums" geht Hugo Eckener in seinem Artikel "Die Eroberung der Lüfte" ausführlich auf Luftschiffe ein, kann aber bei den Flugzeugen nur die ersten kleinen Flugversuche vermelden.
Am Boden erbringt die Eisenbahn mit Zügen mit dreihundert und mehr Kilometern in der Stunde den Verkehr:
"Das ganze deutsche Bahnnetz ist elektrisiert und wird von den Kohlenrevieren Schlesiens sowie des Saar- und Ruhrgebietes und vom Rheinfall bei Schaffhausen her mit Kraft versehen. Jetzt wird es mir auch erklärlich, warum ich den Rheinfall gar nicht gesehen habe. Er ist völlig von der Bildfläche verschwunden."
In Berlin sind die Straßen zum größten Teil fünfstöckig geworden: "Das oberste Stockwerk ist die Luft, in der Ballons aller Art ihr Wesen treiben. Dann kommt das eigentliche Straßenniveau. Hier geht es verhältnismäßig friedfertig zu. Man sieht Fußgänger, Kinderwagen, Rollstühle, aber keinerlei Fahrdamm. Die Fahrstraße liegt ein Stockwerk unter dieser Straßenfläche. Sie enthält zwei Mitteldämme für schnelles Verkehrsfuhrwerk und zwei Seitendämme, auf denen die Geschäftswagen verkehren, welche allerlei Waren in die Häuser bringen. Das nächsttiefere Stockwerk enthält die Tunnels für die Bahnen des lokalen Verkehrs, die etwa den Straßenbahnen meiner Jugend entsprechen, aber erheblich schneller und bequemer als diese geworden sind. Das allerunterste Stockwerk endlich birgt die Tunnels für den Schnellverkehr, der von Berlin aus strahlenförmig nach allen Richtungen geht."
Pferde gibt es nur noch fünf Stück im Zoologischen Garten.
Durch die schnelleren Bahnen ist das Einzugsgebiet Berlins erheblich gewachsen. Die neueste Errungenschaft auf diesem Gebiete ist eine elektrische Schnellbahn von der Ostseeküste nach Berlin: „Sie legt zweihundert Kilometer in einer knappen halben Stunde zurück und gestattet es einer halben Million besser situierter Berliner, den ganzen Sommer über an der Ostseeküste zu wohnen und des Morgens bequem in ihren Berliner Büros zu sein.“ Auch wenn Hans Dominik den allzu hohen Stromverbrauch dieser Bahn beklagt, dessen Ursache der riesige Luftwiderstand ist, hat er doch nicht bedacht, dass die Beförderung einer halben Million Menschen mehrere hundert Züge voraussetzen würde und damit diese Idee unrealistisch ist.